# Gökriksudden
Gökriksudden är ett naturreservat i Arboga kommun i Västmanlands län.
Området är naturskyddat sedan 2008 och är 50 hektar stort. Reservatet omfattar en halvö/udde vid norra stranden av Hjälmaren och består av skogsdungar med lind, alm och ek samt en strandskog med lövträd närmast sjön.